# 辻正矩
辻 正矩（つじ まさのり、1943年11月23日 - ）は、日本の建築設計・建築計画学者。 大阪工業大学名誉教授。工学博士（東京工業大学）。日本都市計画学会総務委員会元委員。元箕面こどもの森学園学園長・代表理事。
専門は、建築設計・建築計画、建築/空間デザイン。

## 来歴
1962年福岡県立修猷館高等学校を経て、1967年に東京工業大学理工学部建築学科を卒業して同大学大学院工学研究科に進み、1969年に建築学専攻修士課程を修了した。
建築設計事務所に勤務後、大阪大学助手（1973年）、名古屋工業大学助教授（1983年）などを経て、1988年に大阪工業大学工学部建築学科に教授として着任する。この間、1983年に、論文「都心地域における地区滞留人口の推計法に関する研究」で東京工業大学より工学博士号を取得した。2009年に退任し、大阪工業大学名誉教授となる。
大阪工業大学建築学科では20年以上教鞭を執り、特に建築設計・建築/空間デザイン学の教育向上に貢献した。
大学退職後は、自ら学校を立ち上げ、箕面こどもの森学園（現：NPO法人コクレオの森）学園長・代表理事を務めるなど、オルタナティブ教育の推進活動をおこなっている。

## 主な著書

### 単著
- 『小さな学校の時代がやってくる』築地書館、2021年

### 共著
- 『建築と都市の人間工学 空間と行動のしくみ』鹿島出版会、1977年
- 『建築設計製図演習1 - 設計基礎編』峰岸隆・寺地洋之との共著、鹿島出版会、1991年[9]
- 『現代建築学 - 建築計画2』鹿島出版会、1991年
- 『こんな学校あったらいいな』築地書館、2013年

## 主な研究
- 建築の空間構成の幾何学的分析
- 建築設計支援のための知的CADシステムの研究：建築デザイン
- 建築図形のカテゴリー判別実験(その2) - 住宅立面の場合：建築製図
- 安藤忠雄の住宅における平面計画の手法について：建築計画
- ウィンズロー邸（フランク・ロイド・ライトの建築デザイン）の幾何学的構成 : プレーリー・ハウスのフレーム分析
- ファンズワース邸（ルートヴィヒ・ミース・ファン・デル・ローエの建築デザイン）の平面にみられる幾何学的構成について
- 大規模複合型地下街の適正な空間構成とその安全化に関する建築人間工学的研究[10]。